# Кабаровецкий сельский совет (Зборовский район)
Кабаровецкий сельский совет (укр. Кабаровецька сільська рада) — входит в состав
Зборовского района
Тернопольской области
Украины.
Административный центр сельского совета находится в селе Кабаровцы.

## История
- 1939 — дата образования.

## Населённые пункты совета
- Кабаровцы
- Метенев